# اگون ولز
اگون ولز (انگلیسی: Egon Wellesz؛ زاده ۲۱ اکتبر ۱۸۸۵ – درگذشته ۹ نوامبر ۱۹۷۴) آهنگساز، و استاد دانشگاه اهل اتریش بود.